# 49-й истребительный авиационный полк
49-й истребительный авиационный Гродненский Краснознамённый полк (49 иап) — формирование, воинская часть, (истребительный авиационный полк) авиации РККА Вооружённых Сил СССР до и во время Великой Отечественной войны.

## История
Формирование полка началось 23.03.1938. Сформирован полк 01.06.1938 в Пскове (Ленинградский военный округ) на основе 55-й отдельной истребительной эскадрильи по штату 15/806-Д на самолётах И-16 со включением в состав 14-й авиабригады ВВС ЛВО (указание ВВС ЛВО № 3/41500 от 15.03.1938; директива НГШ РККА № 4/4/47358 от 31.05.1938; приказ ЛВО № 0099 от 01.06.1938).
С 30.11.1939 принимал участие в составе ВВС 8-й армии Ленинградского военного округа и с 19.02.1940 в ВВС 15-й армии Северо-Западного фронта РККА в Зимней войне (за что был награждён Орденом Красного Знамени), по некоторым сведениям, также «отличился», сбив три советских гидросамолёта (наряду с действиями против финских войск). Помимо завоевания господства в воздухе, прикрытия бомбардировщиков авиаторы 49 иап выполняли задачи по снабжению окружённых гарнизонов стрелковых подразделений 8-й армии, в районах Уома, Леммети и Ловаярви. Эти задачи возложили на 5-ю эскадрилью 49 иап (командир старший лейтенант Коломин). Как правило, в эскадрилье на один самолёт подвешивались два сто килограммовых мешка ПДММ-100 или два контейнера ПДББ, разработанных специально для воздушно-десантного десантирования ещё в середине 1930-х годов. Сброс проводился без парашютов с высоты 50 — 100 метров. С целью доставки по назначению 32-х тонн грузов лётчики 49 иап совершили 261 боевой вылет. Всего за время Советско-Финской войны 49-й иап совершил 4466 боевых вылетов, провёл 60 воздушных боёв, в которых было сбито 28 самолётов противника. При штурмовках было уничтожено 2 вражеских эшелона, 1 бронепоезд и 1 артиллерийская батарея. Потери полка за эту войну составили 11 самолётов и 13 лётчиков (из них потери: боевые — 6, не боевые — 7).
Летом 1940 года полк был введён в Латвию. 01.08.1940 вошёл в состав 6-й смешанной авиадивизии ВВС Прибалтийского ВО (с 17.08.1940 — Прибалтийский Особый ВО). (Приказ НКО СССР № 01762 от 25.07.1940). 25.04.1941 Из 6 сад передан в состав 57 сад ВВС ПрибОВО.
В составе действующей армии во время ВОВ c 22 июня по 19 июля, с 13 августа по 16 октября 1941 года и с 13 августа 1942 года по 9 мая 1945 года.
На 22 июня 1941 года базировался в Даугавпилсе, Ликсне, имея в своём составе 67 самолётов И-16, И-153 и И-15. В первый день войны потерял только один самолёт и одного лётчика. В дальнейшем действует в Прибалтике и северной Белоруссии.
10 — 19 июля 1941 года полк прикрывает район Невеля, Великих Лук, Городка. Тогда же одержана первая воздушная победа полка в Великой Отечественной войне: старший лейтенант А. А. Федотов, пилотируя И-153, в воздушном бою в районе Двинска сбил германский бомбардировщик Хе-111. К 19 июля 1941 года полк потерял практически всю материальную часть, был выведен в тыл и перевооружён самолётами МиГ-3.
С 13 августа 1941 года действует на Западном и Юго-Западном фронтах, так штурмует аэродром в Новгород-Северском
13 сентября 1941 года совершает перелёт по маршруту Рассказово — Лебедин в ходе которого из 20 МиГ-3 до места назначения добрались только 12 самолётов, остальные потерпели аварию. 16 октября 1941 года полк вновь выведен в резерв, где находится вплоть до августа 1942 года.
13 августа 1942 года полк входит в состав 234-й истребительной авиационной дивизии, и ведёт боевые действия в составе 1 Воздушной армии Западного фронта, в числе первых освоив истребитель Ла-5. С 14 по 24 августа 1942 года лётчики полка на 19 самолётах (тогда под маркой ЛаГ-5) совершили 180 боевых вылетов, налетав 130 часов. В 27 воздушных боях лётчики полка сбили 16 самолётов противника. В полку за это время было сбито 5 ЛаГ-5, 2 не вернулись с боевого задания, 4 потерпели аварию, будучи подбиты в воздушных боях, 1 потерпел аварию из-за дефекта мотора и 1 из лётчиков погиб.
Осенью 1942 — весной 1943 года полк действует в Калининской и Смоленской областях. В мае 1943 года базируется на аэродроме Двоевка, прикрывает штурмовики 312-го штурмового авиационного полка при налётах на аэродромы Шаталово, Боровское, действует в районе Ельни.
С июля 1943 года участвует в Смоленской операции. С 12 сентября 1943 года действует в районе Орши, 12 октября 1943 — над Баево.
3 марта 1944 года ведёт бой в районе города Рудня.
В 1944 году принимает участие в Белорусской стратегической операции, в 1945 году — в Висло-Одерской и Восточно-Померанской наступательных операциях.
В ноябре-декабре 1945 года в составе 309 иад без матчасти перебазировался из 4 ВА в 7 ВА Бакинского ВО (аэродром Насосная) (директива ВГК № орг/10/14044 от 12.10.1945; приказ 4 ВА № 00445 от 16.10.1945; приказ 7 ВА № 0016 от 15.01.1946).
апрель 1946 В составе 309 иад передан из 7 ВА в 11 ВА Закавказского ВО.
15.05.1946 лётно-технический состав убыл в МВО, ВВС Московского военного округа (аэродром Кубинка) для освоения американских истребителей «Кингкобра».
В июлю 1946 года на самолётах «Кингкобра» вернулся на место постоянной дислокации.
В декабре 1947 года вместе с 309 иад передан из 11 ВА в 5 ИАК 7 ВА ЗКВО.
15.03.1949 в составе 309 иад передан из 5 ИАК 7 ВА ЗКВО в 38 ИАК 62 ВИА Бакинского района ПВО.
17.11.1950 в составе 309 иад убыл в командировку в КНР.
08.03.1952 убыл из КНР на аэродром Инютино (Калужская область).
22.05.1952 в составе 309 иад вошёл в 37 ИАК 64 ВИА ПВО (впоследствии 52 ВИА ПВО).
05.11.1958 из расформированной 309 иад передан в 103 иад ПВО.
Расформирован полк в апреле 1960 года (директива МО СССР № орг/6/60686 от 15.03.1960; директива штаба 52 ВИА ПВО № 53/К от 23.03.1960).

## Подчинение
| Дата            | Фронт (округ)                        | Армия                           | Корпус                           | Дивизия                                    | Примечания                                 |
| --------------- | ------------------------------------ | ------------------------------- | -------------------------------- | ------------------------------------------ | ------------------------------------------ |
| 22.06.1941 года | Северо-Западный фронт                | -                               | -                                | 57-я смешанная авиационная дивизия         | -                                          |
| 01.07.1941 года | Северо-Западный фронт                | -                               | -                                | 57-я смешанная авиационная дивизия         | -                                          |
| 10.07.1941 года | Северо-Западный фронт                | -                               | -                                | 57-я смешанная авиационная дивизия         | -                                          |
| 01.08.1941 года | -                                    | -                               | -                                | -                                          | на переформировании                        |
| 01.09.1941 года | Ставка Верховного Главнокомандования | -                               | 1-я резервная авиационная группа | -                                          | -                                          |
| 01.10.1941 года | Юго-Западный фронт                   | -                               | 1-я резервная авиационная группа | -                                          | -                                          |
| 01.11.1941 года | -                                    | -                               | -                                | -                                          | на переформировании                        |
| 01.12.1941 года | -                                    | -                               | -                                | -                                          | на переформировании                        |
| 01.01.1942 года | Приволжский военный округ            | -                               | -                                | -                                          | -                                          |
| 01.02.1942 года | Приволжский военный округ            | -                               | -                                | -                                          | -                                          |
| 01.03.1942 года | Приволжский военный округ            | -                               | -                                | -                                          | -                                          |
| 01.04.1942 года | Московский военный округ             | ВВС Московского военного округа | -                                | -                                          | -                                          |
| 01.05.1942 года | Московский военный округ             | ВВС Московского военного округа | -                                | -                                          | -                                          |
| 01.06.1942 года | Московский военный округ             | ВВС Московского военного округа | -                                | -                                          | -                                          |
| 01.07.1942 года | Московский военный округ             | ВВС Московского военного округа | -                                | -                                          | -                                          |
| 01.08.1942 года | Московский военный округ             | ВВС Московского военного округа | -                                | -                                          | -                                          |
| 01.09.1942 года | Западный фронт                       | 1-я воздушная армия             | -                                | 234-я истребительная авиационная дивизия   | -                                          |
| 01.10.1942 года | Западный фронт                       | 1-я воздушная армия             | -                                | 234-я истребительная авиационная дивизия   | -                                          |
| 01.11.1942 года | Западный фронт                       | 1-я воздушная армия             | -                                | 234-я истребительная авиационная дивизия   | -                                          |
| 01.12.1942 года | Западный фронт                       | 1-я воздушная армия             | -                                | -                                          | -                                          |
| 01.01.1943 года | Западный фронт                       | 1-я воздушная армия             | -                                | -                                          | -                                          |
| 01.02.1943 года | Западный фронт                       | 1-я воздушная армия             | -                                | 204-я бомбардировочная авиационная дивизия | -                                          |
| 01.03.1943 года | Западный фронт                       | 1-я воздушная армия             | -                                | 309-я истребительная авиационная дивизия   | -                                          |
| 01.04.1943 года | Западный фронт                       | 1-я воздушная армия             | -                                | 309-я истребительная авиационная дивизия   | -                                          |
| 01.05.1943 года | Западный фронт                       | 1-я воздушная армия             | -                                | 309-я истребительная авиационная дивизия   | -                                          |
| 01.06.1943 года | Западный фронт                       | 1-я воздушная армия             | -                                | 309-я истребительная авиационная дивизия   | 8 самолётов Ла-5 на аэродроме Васильевское |
| 01.07.1943 года | Западный фронт                       | 1-я воздушная армия             | -                                | 309-я истребительная авиационная дивизия   | -                                          |
| 01.08.1943 года | Западный фронт                       | 1-я воздушная армия             | -                                | 309-я истребительная авиационная дивизия   | -                                          |
| 01.09.1943 года | Западный фронт                       | 1-я воздушная армия             | -                                | 309-я истребительная авиационная дивизия   | -                                          |
| 01.10.1943 года | Западный фронт                       | 1-я воздушная армия             | -                                | 309-я истребительная авиационная дивизия   | -                                          |
| 01.11.1943 года | Западный фронт                       | 1-я воздушная армия             | -                                | 309-я истребительная авиационная дивизия   | -                                          |
| 01.12.1943 года | Западный фронт                       | 1-я воздушная армия             | -                                | 309-я истребительная авиационная дивизия   | -                                          |
| 01.01.1944 года | Западный фронт                       | 1-я воздушная армия             | -                                | 309-я истребительная авиационная дивизия   | -                                          |
| 01.02.1944 года | Западный фронт                       | 1-я воздушная армия             | -                                | 309-я истребительная авиационная дивизия   | -                                          |
| 01.03.1944 года | Западный фронт                       | 1-я воздушная армия             | -                                | 309-я истребительная авиационная дивизия   | -                                          |
| 01.04.1944 года | Западный фронт                       | 1-я воздушная армия             | -                                | 309-я истребительная авиационная дивизия   | -                                          |
| 01.05.1944 года | 2-й Белорусский фронт                | 4-я воздушная армия             | -                                | 309-я истребительная авиационная дивизия   | -                                          |
| 01.06.1944 года | 2-й Белорусский фронт                | 4-я воздушная армия             | -                                | 309-я истребительная авиационная дивизия   | -                                          |
| 01.07.1944 года | 2-й Белорусский фронт                | 4-я воздушная армия             | -                                | 309-я истребительная авиационная дивизия   | -                                          |
| 01.08.1944 года | 2-й Белорусский фронт                | 4-я воздушная армия             | -                                | 309-я истребительная авиационная дивизия   | -                                          |
| 01.09.1944 года | 2-й Белорусский фронт                | 4-я воздушная армия             | -                                | 309-я истребительная авиационная дивизия   | -                                          |
| 01.10.1944 года | 2-й Белорусский фронт                | 4-я воздушная армия             | -                                | 309-я истребительная авиационная дивизия   | -                                          |
| 01.11.1944 года | 2-й Белорусский фронт                | 4-я воздушная армия             | -                                | 309-я истребительная авиационная дивизия   | -                                          |
| 01.12.1944 года | 2-й Белорусский фронт                | 4-я воздушная армия             | -                                | 309-я истребительная авиационная дивизия   | -                                          |
| 01.01.1945 года | 2-й Белорусский фронт                | 4-я воздушная армия             | -                                | 309-я истребительная авиационная дивизия   | -                                          |
| 01.02.1945 года | 2-й Белорусский фронт                | 4-я воздушная армия             | -                                | 309-я истребительная авиационная дивизия   | -                                          |
| 01.03.1945 года | 2-й Белорусский фронт                | 4-я воздушная армия             | -                                | 309-я истребительная авиационная дивизия   | -                                          |
| 01.04.1945 года | 2-й Белорусский фронт                | 4-я воздушная армия             | -                                | 309-я истребительная авиационная дивизия   | -                                          |
| 01.05.1945 года | 2-й Белорусский фронт                | 4-я воздушная армия             | -                                | 309-я истребительная авиационная дивизия   | -                                          |

## Командиры
- 11.1939 — 03.1940 майор Китаев Владимир Алексеевич (ид)[1].
- 26.04.1940 — 17.10.1941 майор Неделин Пётр Иванович (ранен)
- 17.10.1941 — 12.10.1943 майор Сорокин Леон Иванович (попал в плен)
- 21.10.1943- 15.05.1944 майор Спириденко Николай Кузьмич
- 03.06.1944 — 09.10.1946 майор, подполковник Арбатов Борис Петрович

## Награды и наименования
| Награда                | Дата       | За что получена |
| ---------------------- | ---------- | --- |
| Орден Красного Знамени | 20.05.1940 | За образцовое выполнение боевых заданий командования на фронте борьбы с финской белогвардейщиной и проявленные при этом доблесть и мужество |
| «Гродненский»          | 16.07.1944 | за отличия в боях и освобождение города Гродно                                                                                              |

## Отличившиеся воины полка
| Награда | Ф. И. О.                     | Должность                   | Звание  | Данные о вылетах                                                                                   | Дата награждения | Примечания                           |
| ------- | ---------------------------- | --------------------------- | ------- | -------------------------------------------------------------------------------------------------- | ---------------- | ------------------------------------ |
|         | Астахов, Иван Михайлович     | командир эскадрильи         | капитан | к моменту представления 283 боевых вылета, 63 воздушных боёв, лично сбил 12 самолётов и 7 в группе | 01.07.1944       | посмертно, совершил 07.02.1944 таран |
|         | Климанов, Иван Кириллович    | командир эскадрильи         | капитан | к моменту представления 272 боевых вылета, 60 воздушных боёв, лично сбил 16 самолётов и 5 в группе | 23.02.1945       | -                                    |
|         | Коломоец, Василий Николаевич | командир эскадрильи         | капитан | моменту представления 365 боевых вылета, 67 воздушных боёв, лично сбил 16 самолётов и 1 в группе   | 23.02.1945       | -                                    |
|         | Пешков, Владимир Николаевич  | флаг-штурман авиаэскадрильи | капитан | моменту представления 99 боевых вылетов                                                            | 20.05.1940       | -                                    |
|         | Ткаченко, Андрей Григорьевич | командир эскадрильи         | капитан | к моменту представления 103 боевых вылета                                                          | 19.05.1940       | -                                    |
|         | Занин, Иван Дмитриевич       | командир эскадрильи         | капитан | всего совершил 305 успешных боевых вылетов                                                         | 18.08.1945       |                                      |

## Память
- Музей боевой славы школы № 487 г. Москвы